# Karfreitagsgefecht
Das Karfreitagsgefecht war am 2. April 2010 ein Feuergefecht im Rahmen des Einsatzes der Bundeswehr in Afghanistan zwischen einer Fallschirmjägereinheit und radikal-islamischen Taliban. Diese wurden unterstützt durch die Islamische Bewegung Usbekistans. In dem Gefecht fielen drei Fallschirmjäger. Beim Karfreitagsgefecht waren deutsche Soldaten zum ersten Mal seit dem Zweiten Weltkrieg an länger anhaltenden Kampfhandlungen mit eigenen Verlusten beteiligt.

## Hintergrund
Zu dem Gefecht kam es im Raum Kundus im Rahmen der dortigen ISAF-Operationsführung und des Bundeswehreinsatzes.

## Verlauf des Gefechtes
Am Karfreitag 2010 hatten Soldaten des Fallschirmjägerbataillons 373 aus Seedorf den Auftrag, Sprengfallen beim Dorf Isa Khel zu suchen und zu beseitigen. Man setzte eine Drohne Richtung Isa Khel ein. Diese Drohne stürzte ab. Ein Spähtrupp mit vier Soldaten begann, die abgestürzte Drohne in einem Weizenfeld zu suchen. Ein Zug mit ATF Dingos fuhr in den Rand von Isa Khel.
Gegen 13 Uhr Ortszeit wurden die 34 Fallschirmjäger, geführt von ihrem Kompaniechef, von etwa 80 Aufständischen aus dem Hinterhalt heraus unter massiven Beschuss genommen. Dabei wurden frühzeitig drei Soldaten verwundet, zwei davon schwer, Oberfeldwebel Naef Adebahr und Stabsgefreiter Robert Hartert. Der Kompaniechef forderte Verstärkung an, woraufhin sich eine Reservekompanie aus dem Feldlager Kundus in Marsch setzte.
Mit Aufklärungsdrohnen der Typen Luna und KZO wurde das Gefecht beobachtet. Auch Kampfflugzeuge der US-Streitkräfte befanden sich über dem Gefechtsfeld, konnten aber wegen der Gefahr des Eigenbeschusses nicht eingreifen. Oberstabsarzt Ulrike Hödel und Hauptfeldwebel Gerhard Haben versorgten als Sanitäter in der Kampfzone die Verwundeten, die später von US-Hubschraubern des Typs Black Hawk aus der unter Beschuss liegenden Landezone aufgenommen und in das deutsche Einsatzlazarett in Kundus ausgeflogen wurden. Beim Versuch, sich vom Feind zu lösen, geriet ein ATF Dingo gegen 14:50 Uhr in eine Sprengfalle. Dabei wurden vier Fallschirmjäger verwundet (drei davon schwer), unter ihnen auch Hauptfeldwebel Nils Bruns und Hauptgefreiter Martin Augustyniak.
Parallel dazu griffen rund 40 Aufständische um 15:35 Uhr ein nahes Lager der afghanischen Polizei an; dieser Angriff konnte abgewehrt werden.
Im weiteren Verlauf des Gefechtes der deutschen Fallschirmjäger mit den Aufständischen wurden vier weitere Soldaten verwundet. Erst nach acht Stunden Gefecht konnte die Reservekompanie die Fallschirmjäger ablösen, die daraufhin in das Feldlager Kundus zurückkehrten, das sie gegen 21:50 Uhr erreichten. Im Laufe des Gefechtes wurden durch die Bundeswehrsoldaten über 25.000 Schuss abgegeben. Das Gefecht dauerte neun Stunden. Eine Schilderung des Gefechts und eine kritische Stellungnahme eines der beteiligten Soldaten findet sich im NDR-Podcast „Killed in Action – Deutschland im Krieg“.
Im Rahmen der Operation Tür wurden die Türen des zerstörten Gefechtsfahrzeuges vom Typ Dingo am 9. September 2011 durch Panzergrenadiere einer Kampfeinheit der Task Force Kunduz III (Ausbildungs- und Schutzbataillon) in Isa Khel geborgen und später am Ehrenhain der 2. Infanteriekompanie im Feldlager Kundus aufgestellt. Inzwischen haben sie ihren Platz in einem Gedenkraum des Fallschirmjägerregiments in Seedorf gefunden.

## Verluste

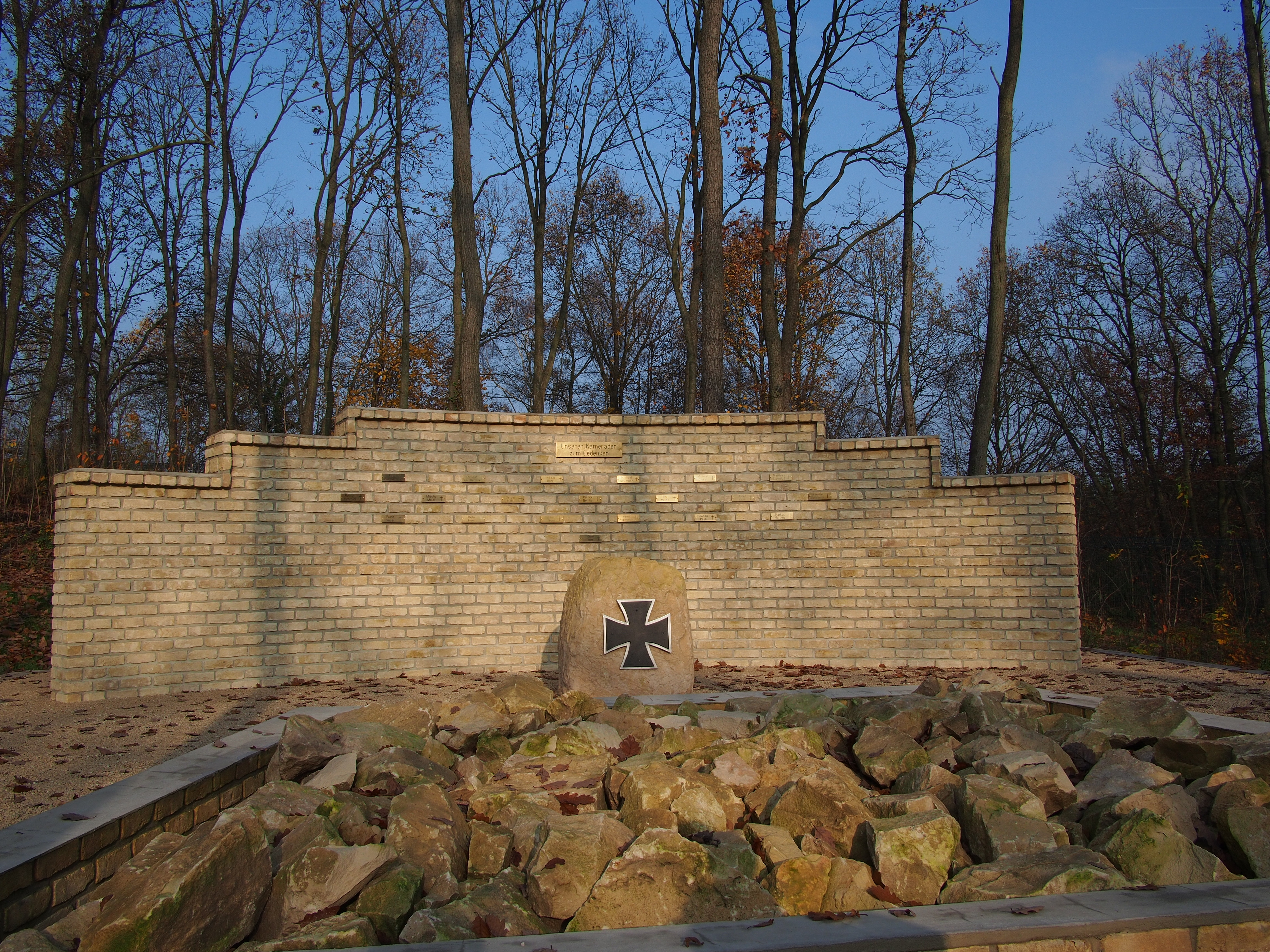
Ehrenhain Kundus im Wald der Erinnerung bei Potsdam

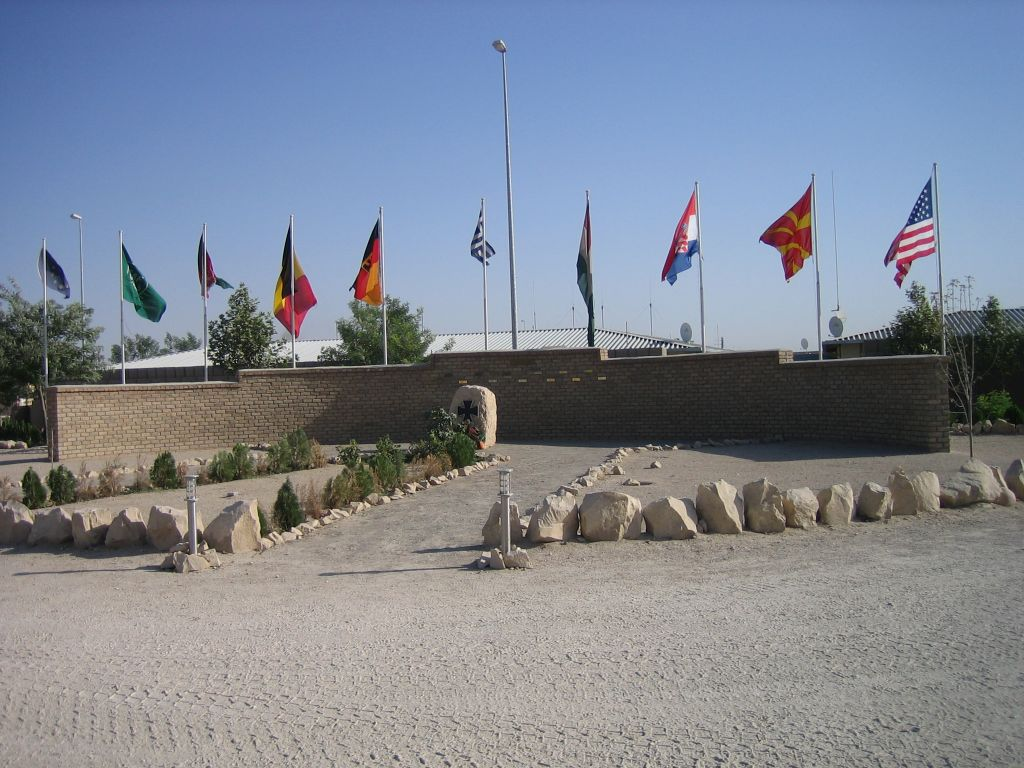
Ehrenhain des Feldlagers Kundus

Hauptfeldwebel Nils Bruns (35 Jahre), Stabsgefreiter Robert Hartert (25) und Hauptgefreiter Martin Augustyniak (28), alle vom Fallschirmjägerbataillon 373, fielen im Karfreitagsgefecht. Ihrer wird unter anderem im Wald der Erinnerung gedacht, in dem sich heute der Ehrenhain Kundus befindet. In Bielefeld-Quelle wurde nach einiger politischer Diskussion ein Platz zur Erinnerung an den Hauptgefreiten Martin Kadir Augustyniak nach ihm benannt und mit einem Gedenkstein und einer Informationsstele gestaltet.
Zivile Pick-ups mit Soldaten der afghanischen Armee wurden von einem Schützenpanzer Marder der Reservekompanie irrtümlich beschossen. Die deutschen Soldaten hatten während des Anmarschs einen weiteren Angriff durch Aufständische befürchtet und Anhaltesignale gegeben. Da diese nicht beachtet wurden, erfolgte der Beschuss und sechs der Soldaten wurden getötet.
Nach Angaben des Chefs des afghanischen Geheimdienstes sind mindestens fünf Taliban bei dem Gefecht ums Leben gekommen, darunter auch ein lokaler Anführer.

## Auszeichnungen

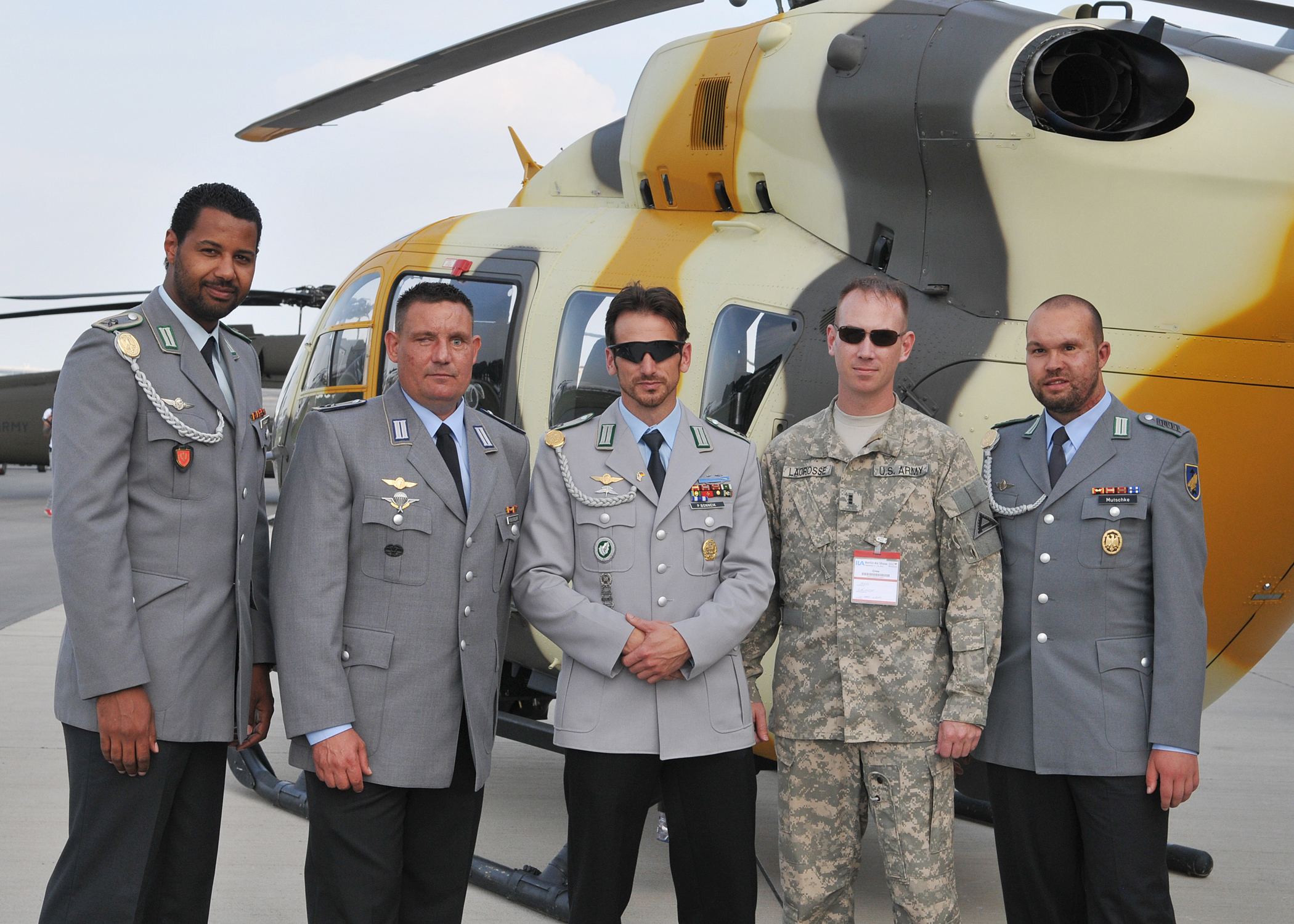
Naef Adebahr (1. v. l.), Ralf Rönckendorf (2. v. l.), Jason LaCrosse (2. v. r.) und Maik Mutschke (1. v. r.) im September 2012 mit einem deutschen Angehörigen (Mitte) des Joint Tactical Air Command, das die Evakuierung durch US-Kräfte organisiert hatte.

Mario Kunert, Philipp Oliver Pordzik, Ralf Rönckendorf, Maik Mutschke, Robert Hartert und Martin Kadir Augustyniak wurden für ihren Einsatz mit dem Ehrenkreuz der Bundeswehr für Tapferkeit ausgezeichnet.
Ulrike Hödel, Thorsten Junker und Gerhard Haben erhielten aufgrund ihrer herausragenden Leistungen das Ehrenkreuz der Bundeswehr in Gold in besonderer Ausführung.
Den US-amerikanischen Soldaten Robert McDonough, Steven Husted, Jason LaCrosse, Nelson Visaya, Jason Brown, Sean Johnson, Eric Wells, Travis Brown, William Ebel, Antonio Gattis, Steven Shumaker, Matthew Baker, Todd Marchese und Gregory Martinez wurde aufgrund ihrer herausragenden Leistungen bei der Rettung der Verwundeten ebenfalls das Ehrenkreuz in Gold in besonderer Ausführung verliehen. LaCrosse wurde außerdem mit dem Silver Star ausgezeichnet, die anderen (außer Baker und Martinez) erhielten das Distinguished Flying Cross.

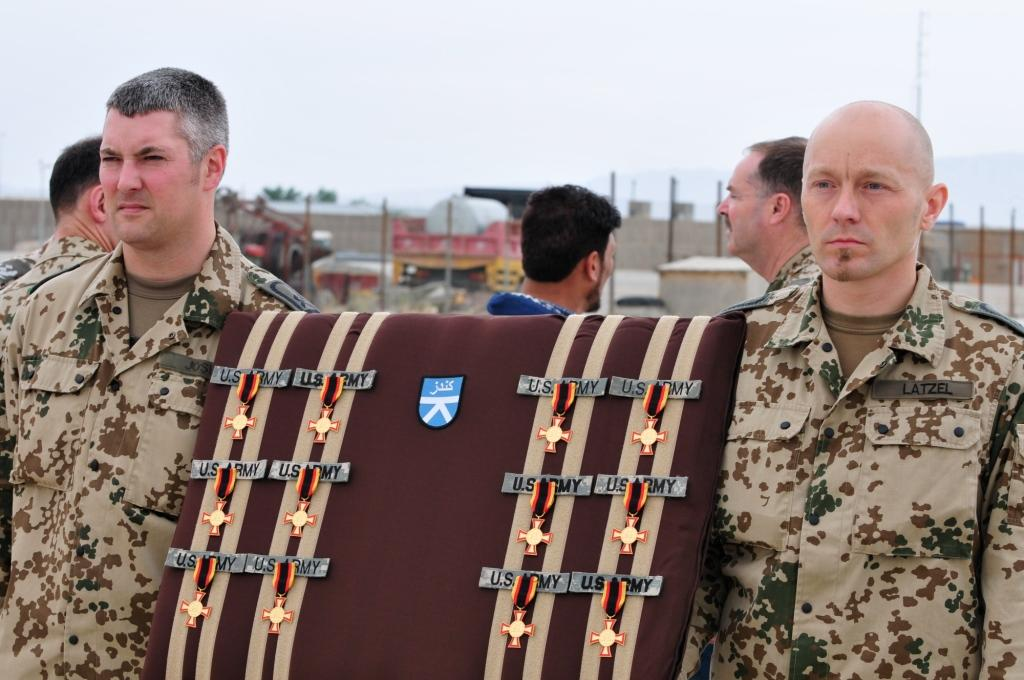
Die Ehrenkreuze für die Besatzungen der Hubschrauber

Ralf Rönckendorf, der einem Kameraden unter Beschuss das Leben rettete und sein Augenlicht verlor, wurde 2011 mit dem Medienpreis Bambi geehrt.

## Wendepunkt für Geschichte der Bundeswehr
Der ehemalige deutsche Verteidigungsminister Thomas de Maizière sagte nach dem Gefecht: „Kundus, das ist für uns der Ort, an dem die Bundeswehr zum ersten Mal gekämpft hat, lernen musste, zu kämpfen. Das war eine Zäsur – nicht nur für die Bundeswehr, sondern auch für die deutsche Gesellschaft.“ Es war der erste Militäreinsatz seit dem Zweiten Weltkrieg, bei dem mehrere deutsche Soldaten in einer Kampfhandlung ums Leben kamen. Verteidigungsminister zur damaligen Zeit war Karl-Theodor zu Guttenberg.

## Rezeption
Zur Erinnerung an das Karfreitagsgefecht führen seit 2020 Bundeswehrangehörige in verschiedenen Orten in Deutschland am 2. April Gedenkmärsche durch, die vom Reservistenverband organisiert werden.

### Videos
- Redaktion der Bundeswehr: Wald der Erinnerung – persönliche Einblicke – Bundeswehr auf YouTube, 2. April 2015. (Video; 6:31 min)
- Redaktion der Bundeswehr: Wir werden sie nie vergessen: Gedenken am Ehrenmal – Bundeswehr auf YouTube, 15. November 2015. (Video; 4:34 min)
- Casus Belli: Karfreitagsgefecht 2. April 2010 – Afghanistan-Einsatz der Bundeswehr auf YouTube, 6. Juni 2023. (Video; 53:05 min)

### Audio
- Christoph Heinzle, Kai Küstner: Killed in Action – Deutschland im Krieg. NDR Info, 30. August 2019 (Podcast, 6 Folgen, 193 Minuten).